# ヘイト・エターナル

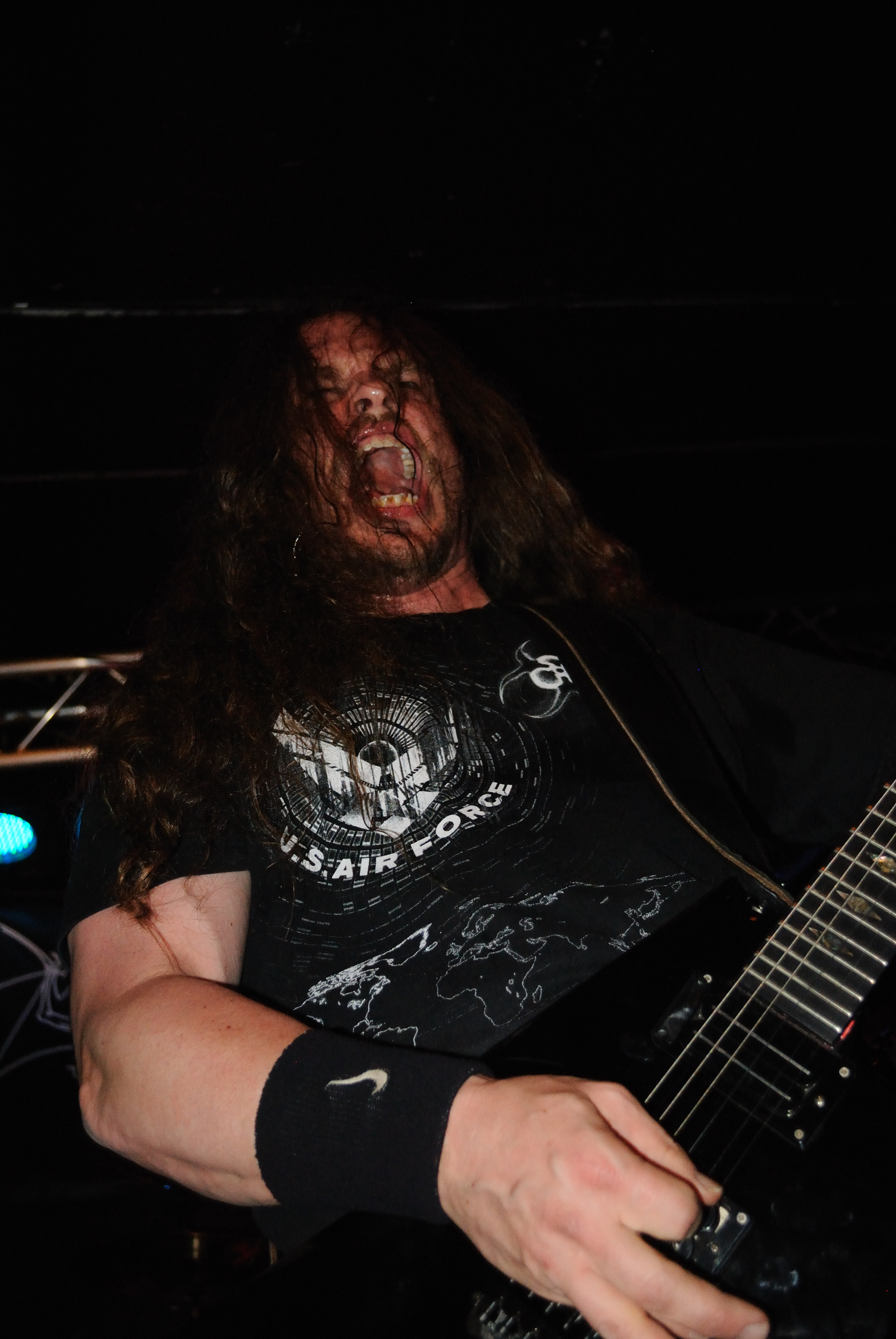
エリック・ルータン

ヘイト・エターナル（Hate Eternal）は、アメリカ合衆国フロリダ州セントピーターズバーグ出身のヘヴィメタル・バンド。
1997年に結成。2019年現在、7枚のスタジオ・アルバムを発表している。

## 略歴
ギタリストのエリック・ルータン（元モービッド・エンジェル）によって結成された。

## メンバー
- エリック・ルータン (Erik Rutan) – リード・ギター、リード・ボーカル (1997年– )、リズム・ギター (1997年–1999年、2000年–2005年、2006年–2007年、2008年– )
- J.J. ルボチャック (J.J. Hrubovcak) – ベース、バック・ボーカル (2008年– )

### 旧メンバー
- ティム・イェング (Tim Yeung) – ドラム (1997年–2000年)
- ダグ・セリット (Doug Cerrito) – リズム・ギター (1999年–2000年)
- ジャレッド・アンダーソン (Jared Anderson) – ベース、バック・ボーカル (1998年–2003年) ※2006年死去
- デレク・ロッディー (Derek Roddy) – ドラム (2000年–2006年)
- エリック・ハースマン (Eric Hersemann) – リズム・ギター (2005年–2006年)
- ランディ・パイロ (Randy Piro) – ベース、バック・ボーカル (2003年–2007年)
- ショーン・ケリー (Shaune Kelley) – リズム・ギター、バック・ボーカル (2007年–2009年)
- ジェイド・シモネッティ (Jade Simonetto) – ドラム (2007年–2013年)
- チェイソン・ウェストモアランド (Chason Westmoreland) – ドラム (2014年–2015年)
- ハンス・グロスマン (Hannes Grossmann) – ドラム (2015年–2018年)

## ディスコグラフィ

### スタジオ・アルバム
- 『コンクァリング・ザ・スローン』 - Conquering the Throne (1999年、Earache)
- 『キング・オブ・オール・キングス』 - King of All Kings (2002年、Earache)
- 『アイ・モナーク』 - I, Monarch (2005年、Earache)
- 『フューリー・アンド・フレイムス』 - Fury & Flames (2008年、Metal Blade)
- Phoenix Amongst The Ashes (2011年、Metal Blade)
- 『インフェルナス』 - Infernus (2015年、Season of Mist)
- Upon Desolate Sands (2018年、Season of Mist)

### ライブ・アルバム
- Live in London (2010年、Earache)